# Chris Columbus
Pour les articles homonymes, voir Columbus.
Christopher Columbus, dit Chris Columbus [kɹɪs kəˈlʌmbəs], est un réalisateur, producteur et scénariste américain né le 10 septembre 1958 à Spangler, dans le comté de Cambria, en Pennsylvanie, aux États-Unis.
Après avoir étudié le cinéma à l'institut Tisch School of the Arts de l'université de New York, il écrit plusieurs scénarios de comédies pour adolescents au milieu des années 1980 tels que Gremlins ou Les Goonies, et fait ses débuts comme réalisateur avec Nuit de folie (1987), une aventure pour adolescents. Il obtient un succès mondial avec le film Maman, j'ai raté l'avion ! (1990) et sa suite Maman, j'ai encore raté l'avion ! (1992). L'année suivante, sa comédie Madame Doubtfire (1993), avec Robin Williams, est un autre énorme succès.
Il réalise plusieurs autres films tout au long des années 1990, qui reçoivent pour la plupart un accueil mitigé. Il retrouve cependant le succès commercial en réalisant les adaptations cinématographiques des romans de  J. K. Rowling, Harry Potter à l'école des sorciers (2001) et sa suite, Harry Potter et la Chambre des secrets (2002). Il est producteur du troisième volet, Harry Potter et le Prisonnier d'Azkaban (2004), et du drame La Couleur des sentiments (2011). Il réalise également Percy Jackson : Le Voleur de foudre (2010) et la comédie d'action Pixels (2015).
Columbus est le cofondateur de 1492 Pictures, une société de production qui a produit certains de ses films depuis 1995. En 2014, il a cofondé une autre société de production, Maiden Voyage Pictures, avec sa fille. En 2017, il lance ZAG Animation Studios, aux côtés de Michael Barnathan (en), Haim Saban et Jeremy Zag. Il est également connu pour sa collaboration avec le compositeur  John Williams,  avec qui il a travaillé sur le film Maman, j'ai raté l'avion ! et la série des Harry Potter.

## Biographie

### Jeunesse et formation
Chris Columbus effectue ses études secondaires dans une bourgade de l'Ohio et développe son imagination créatrice en dessinant des storyboards et en réalisant de petits films de fiction en 8 mm. À 21 ans, durant ses études de cinéma à l'institut Tisch School of the Arts de l'université de New York, il vend son premier script, Jocks, l'histoire semi-autobiographique d'un jeune élève catholique qui tente de devenir joueur de football.

### Révélation scénaristique et consécration commerciale (1984-1995)
Après avoir obtenu ses diplômes, Columbus débute à Hollywood en écrivant la comédie dramatique de James Foley Reckless (1984), inspiré par un séjour en usine dans l'Ohio. Il enchaîne ensuite, sous la tutelle de Steven Spielberg, trois scénarios originaux : Gremlins (1984), Les Goonies (1985) et Le Secret de la pyramide (1985), qui l'imposent rapidement parmi les jeunes talents les plus en vue de sa génération.
Il travaille ensuite sur Bonjour les vacances 2 (1985), suite du carton surprise Bonjour les vacances (1983) d'Harold Ramis. Mais sa rencontre avec l'acteur Chevy Chase se passe mal, et il demande au scénariste-producteur John Hughes un autre projet : ce dernier lui envoie deux scripts, dont celui d'une comédie familiale, Home Alone. En 1987, il passe à la réalisation avec la comédie burlesque Nuit de folie, puis, en 1988, écrit et réalise Heartbreak Hotel. L'échec critique et commercial du second — qui ne sort pas en France — rend la suite plus difficile. Tout change en 1990 avec la réalisation de la comédie familiale Maman, j'ai raté l'avion !, basé sur le script Home Alone de John Hughes. Ce succès mondial fera de l'acteur Macaulay Culkin un enfant star.
Le film est suivi de Ta mère ou moi (1991), comédie écrite par le réalisateur lui-même, réunissant Ally Sheedy et John Candy, qui ne fait guère d'étincelles. Il réalise ensuite Maman, j'ai encore raté l'avion ! (1992), toujours avec Macaulay Culkin. En 1993, il sort Madame Doubtfire, qui permet à Robin Williams d'interpréter le rôle d'un père qui se déguise en femme de ménage pour pouvoir voir ses enfants, et à Columbus de réaliser un nouveau blockbuster mondial. Il enchaîne avec Neuf mois aussi (1995) — remake du film français Neuf mois (1994) de Patrick Braoudé —, réunissant Hugh Grant et Julianne Moore en parents mis dans tous leurs états par un accouchement proche.

### Passage à un registre dramatique (1998-2005)
Jusqu'alors spécialisé dans la comédie familiale, Columbus change de genre avec son sixième film, Ma meilleure ennemie (1998), qui aborde un registre plus dramatique : le parcours intimiste d'une femme qui récupère la garde des enfants de son mari, dont la première épouse est en train de mourir d'une grave maladie. Il réalise ensuite en 1999, d'après un roman d'Isaac Asimov, la fantaisie de science-fiction L'Homme bicentenaire, dans laquelle Robin Williams incarne un robot qui voudrait devenir humain en acquérant la faculté de ressentir des émotions. Ce nouvel essai dans le mélodrame ne convainc pas entièrement la critique.
En 2000, on lui confie après de nombreuses tergiversations l'exploitation des romans à succès Harry Potter de J. K. Rowling. Harry Potter à l'école des sorciers, premier volet de l'adaptation cinématographique, sort ainsi en 2001. Columbus réalise également le deuxième épisode, Harry Potter et la Chambre des secrets (2002), mais ne souhaite pas continuer l'expérience, épuisé par ces trois années passées au service du jeune sorcier. Il se contente d'officier en tant que producteur sur le troisième opus, Harry Potter et le Prisonnier d'Azkaban (2004), avant de s'éloigner de la franchise.
Fort de ces succès critiques et commerciaux mondiaux, il porte alors un projet plus personnel : il revient vers le mélodrame avec Rent, adaptation d'une comédie musicale à succès de Broadway, pour laquelle il engage toute la troupe de la création originale. Le film sort en 2005 mais reçoit des critiques mitigées.
Il produit parallèlement des divertissements populaires avec le blockbuster Les Quatre Fantastiques (2005) et la comédie d'aventure La Nuit au musée (2006), dont le succès commercial engendre des suites.

### Retour à la comédie (2009-2020)
Columbus ne revient à la réalisation et à l'écriture qu'en 2009 pour un projet mineur : une comédie pour adolescents intitulée I Love You, Beth Cooper, qui marque le plus gros échec critique de sa carrière, et échoue aussi au box-office,.
Il tente ensuite de lancer une nouvelle franchise fantastique familiale en adaptant les romans Percy Jackson de Rick Riordan. Il réalise le premier volet, Percy Jackson : Le Voleur de foudre (2010), qui divise la critique mais convainc suffisamment pour engranger une suite que Colombus se contente de produire. L'échec critique et commercial de celle-ci, intitulée Percy Jackson : La Mer des monstres (2013), déçoit le studio qui décide de ne pas adapter les trois derniers tomes de la saga littéraire.
Entre-temps, Columbus produit le drame La Couleur des sentiments (2011), qui est nommé aux Oscars 2012, entre autres pour l'Oscar du meilleur film remporté finalement par The Artist.
En 2015, alors que Maman, j'ai encore raté l'avion fête son 25e anniversaire, il réalise la comédie d'action familiale Pixels. Le film est l'un des plus gros échecs critiques de sa carrière mais il fonctionne plutôt bien commercialement.
Il produit ensuite pour Netflix Les Chroniques de Noël (2018), une comédie fantastique familiale, et coécrit et réalise la suite, Les Chroniques de Noël 2 (2020),.

### Projets à venir
Columbus a été attaché en tant que réalisateur à un remake de Hello Ghost, annoncé en 2011. 
Le 18 avril 2024, il a été annoncé que Columbus réaliserait une adaptation cinématographique du roman de Richard Osman, The Thursday Murder Club, prévu sur Netflix.
En janvier 2025, il a été rapporté par Deadline que Columbus écrivait des suites de Gremlins et Les Goonies pour Warner Bros., bien que rien d'officiel n'ait été confirmé par le studio. Il a déclaré qu'il avait écrit un scénario pour Gremlins 3.

## Filmographie
| Année | Titre                                                                                       | Réalisateur | Producteur | Scénariste |
| ----- | ------------------------------------------------------------------------------------------- | ----------- | ---------- | ---------- |
| 1984  | Reckless                                                                                    |             |            | Oui        |
| 1984  | Gremlins                                                                                    |             |            | Oui        |
| 1985  | Les Goonies (The Goonies)                                                                   |             |            | Oui        |
| 1985  | Le Secret de la pyramide (Young Sherlock Holmes)                                            |             |            | Oui        |
| 1987  | Nuit de folie (Adventures in Babysitting)                                                   | Oui         |            |            |
| 1988  | Heartbreak Hotel                                                                            | Oui         |            | Oui        |
| 1989  | Little Nemo : Les Aventures au pays de Slumberland (Little Nemo: Adventures in Slumberland) |             |            | Oui        |
| 1990  | Maman, j'ai raté l'avion ! (Home Alone)                                                     | Oui         |            |            |
| 1991  | Ta mère ou moi (Only the Lonely)                                                            | Oui         |            | Oui        |
| 1992  | Maman, j'ai encore raté l'avion ! (Home Alone 2: Lost in New York)                          | Oui         |            |            |
| 1993  | Madame Doubtfire (Mrs. Doubtfire)                                                           | Oui         |            |            |
| 1995  | Neuf Mois aussi (Nine Months)                                                               | Oui         | Oui        | Oui        |
| 1996  | La Course au jouet (Jingle All the Way)                                                     |             | Oui        |            |
| 1998  | Ma meilleure ennemie (Stepmom)                                                              | Oui         | Oui        |            |
| 1999  | L'Homme bicentenaire (Bicentennial Man)                                                     | Oui         | Oui        |            |
| 2001  | Harry Potter à l'école des sorciers (Harry Potter and the Philosopher's Stone)              | Oui         | Oui        |            |
| 2001  | Monkeybone                                                                                  |             | Oui        |            |
| 2002  | Harry Potter et la Chambre des secrets (Harry Potter and the Chamber of Secrets)            | Oui         | Oui        |            |
| 2004  | Un Noël de folie ! (Christmas with the Kranks)                                              |             | Oui        | Oui        |
| 2004  | Harry Potter et le Prisonnier d'Azkaban (Harry Potter and the Prisoner of Azkaban)          |             | Oui        |            |
| 2005  | Les Quatre Fantastiques (Fantastic Four)                                                    |             | Oui        |            |
| 2005  | Rent                                                                                        | Oui         | Oui        |            |
| 2006  | La Nuit au musée (Night at the Museum)                                                      |             | Oui        |            |
| 2007  | Les Quatre Fantastiques et le Surfer d'argent (Fantastic Four: Rise of the Silver Surfer)   |             | Oui        |            |
| 2009  | La Nuit au musée 2 (Night at the Museum 2: Battle of the Smithsonian)                       |             | Oui        |            |
| 2009  | I Love You, Beth Cooper                                                                     | Oui         | Oui        | Oui        |
| 2010  | Percy Jackson : Le Voleur de foudre (Percy Jackson & the Olympians: The Lightning Thief)    | Oui         | Oui        |            |
| 2011  | La Couleur des sentiments (The Help)                                                        |             | Oui        |            |
| 2012  | Applebaum (téléfilm)                                                                        | Oui         | Oui        |            |
| 2013  | Percy Jackson : La Mer des monstres (Percy Jackson: Sea of Monsters)                        |             | Oui        |            |
| 2014  | Little Accidents (en)                                                                       |             | Oui        |            |
| 2014  | La Nuit au musée : Le Secret des Pharaons                                                   |             | Oui        |            |
| 2015  | Pixels                                                                                      | Oui         | Oui        |            |
| 2016  | Christ the Lord: Out of Egypt                                                               |             | Oui        |            |
| 2016  | Tallulah                                                                                    |             | Oui        |            |
| 2017  | Patti Cake$                                                                                 |             | Oui        |            |
| 2017  | Chasseuse de géants                                                                         |             | Oui        |            |
| 2018  | Les Chroniques de Noël (The Christmas Chronicles)                                           |             | Oui        |            |
| 2020  | Scooby ! (Scoob!)                                                                           |             | Oui        |            |
| 2020  | Les Chroniques de Noël 2 (The Christmas Chronicles 2)                                       | Oui         | Oui        | Oui        |
| 2024  | Nosferatu                                                                                   |             | Oui        |            |
| 2025  | The Thursday Murder Club                                                                    | Oui         | Oui        | Oui        |